# John Welborn (Politiker)

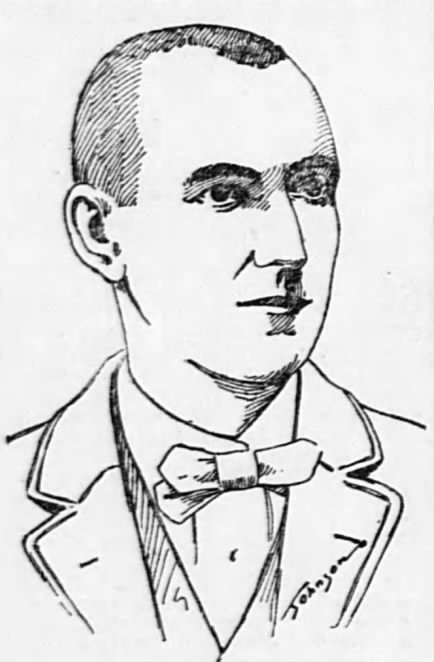
Zeichnung von Welborn im Kansas City Journal (1898)

John Welborn (* 20. November 1857 bei Aullville, Lafayette County, Missouri; † 27. Oktober 1907 in Lexington, Missouri) war ein US-amerikanischer Politiker. Zwischen 1905 und 1907 vertrat er den Bundesstaat Missouri im US-Repräsentantenhaus.

## Werdegang
John Welborn besuchte die öffentlichen Schulen seiner Heimat. Nach einem anschließenden Jurastudium in Warrensburg und seiner 1880 erfolgten Zulassung als Rechtsanwalt begann er in Lexington in diesem Beruf zu arbeiten. In den Jahren 1890 und 1891 war er Ratsschreiber (City Recorder) in dieser Stadt. Außerdem amtierte er ab 1896 dort für einige Jahre als Bürgermeister.
Politisch war Welborn Mitglied der Republikanischen Partei. Im Jahr 1900 war er Delegierter zur Republican National Convention in Philadelphia, auf der Präsident William McKinley zur Wiederwahl nominiert wurde. Bei den Kongresswahlen des Jahres 1904 wurde er im siebten Wahlbezirk von Missouri in das US-Repräsentantenhaus in Washington, D.C. gewählt, wo er am 4. März 1905 die Nachfolge des Demokraten Courtney W. Hamlin antrat, den er bei der Wahl geschlagen hatte. Da er im Jahr 1906 gegen Hamlin verlor, konnte er bis zum 3. März 1907 nur eine Legislaturperiode im Kongress absolvieren.
Nach seinem Ausscheiden aus dem US-Repräsentantenhaus praktizierte John Welborn wieder als Anwalt. Er starb noch im Jahr seines Ausscheidens aus dem Kongress, am 27. Oktober 1907, in Lexington, wo er auch beigesetzt wurde.